# Église réformée chrétienne au Sri Lanka
L' Église réformée chrétienne au Sri Lanka (en anglais Christian Reformed Church in Sri Lanka), anciennement connue comme l' Église réformée néerlandaise au Sri Lanka) est la plus ancienne église protestante de Sri Lanka. Elle compte actuellement 31 paroisses et plus de 5 000 adhérents.

## Historique

### Les débuts et le développement
Le 6 octobre 1642 fut célébré le premier culte protestant, après la conquête du fort de Colombo par Willem Jacobszoon Coster en 1640. Le protestantisme a été ensuite diffusé au Sri Lanka à partir de 1658 par les missionnaires hollandais après la victoire définitive des Néerlandais sur les Portugais. À l'arrivée de ces missionnaires hollandais, il y avait déjà trois religions sur l'île, le bouddhisme, l'hindouisme et le catholicisme. Toutes les églises, écoles et monastères catholiques furent transférés à l'Église réformée néerlandaise. Les effectifs de l'église ont rapidement augmenté au cours du XVIIIe siècle, pour atteindre plus de 53 000 membres à Colombo et 200 000 à Jaffna. La religion réformée a été propagée par ses écoles et a même été la religion d'état. La période hollandaise a commencé en 1656 et a duré jusqu'à la fin des années 1700. En 1796, les Britanniques occupent la province maritime de l'île de Ceylan, et Ceylan est restée une colonie britannique pendant 150 ans. Après la conquête britannique, beaucoup de pasteurs néerlandais ont quitté Sri Lanka et l'organisation de l'église s'est effondrée. Pendant les XIXe et XXe siècles, les membres de l'église incluaient surtout des burghers (mot qui signifie citoyens), certains mais pas tous étant d'ascendance néerlandaise. Mais au XIXe siècle, le recrutement de l'église a commencé à s'élargir à des membres tamouls et cingalais, ce qui a débouché sur la formation de paroisses culturellement tamoules ou cingalaises.

### Histoire récente
En 1992, l'église a fêté son 350e anniversaire. Non seulement l'église est la plus ancienne dénomination Protestante dans l'île de Sri Lanka, mais encore la Wolvendaal Church est le plus ancien temple protestant encore en usage dans le pays. Cette église a célébré son 250e anniversaire en 2007,, l'intérêt qui lui a été porté à cette occasion a permis de d'élargir l'adhésion à l'église. En 2008, l'Église a changé de nom d’Église réformée néerlandaise au Sri Lanka pour prendre son nom actuel.

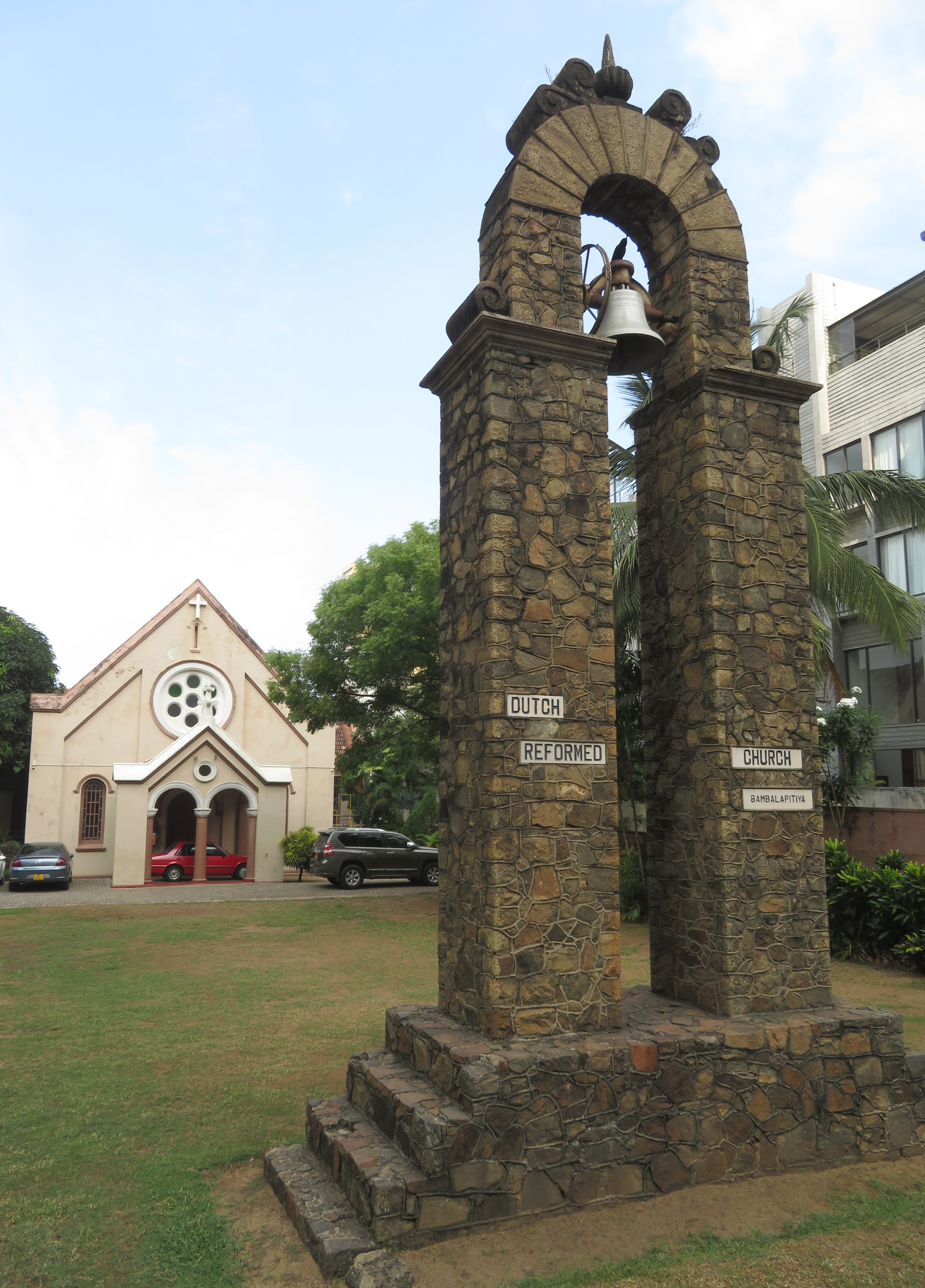
Le siège de l'église à Colombo, Galle Road

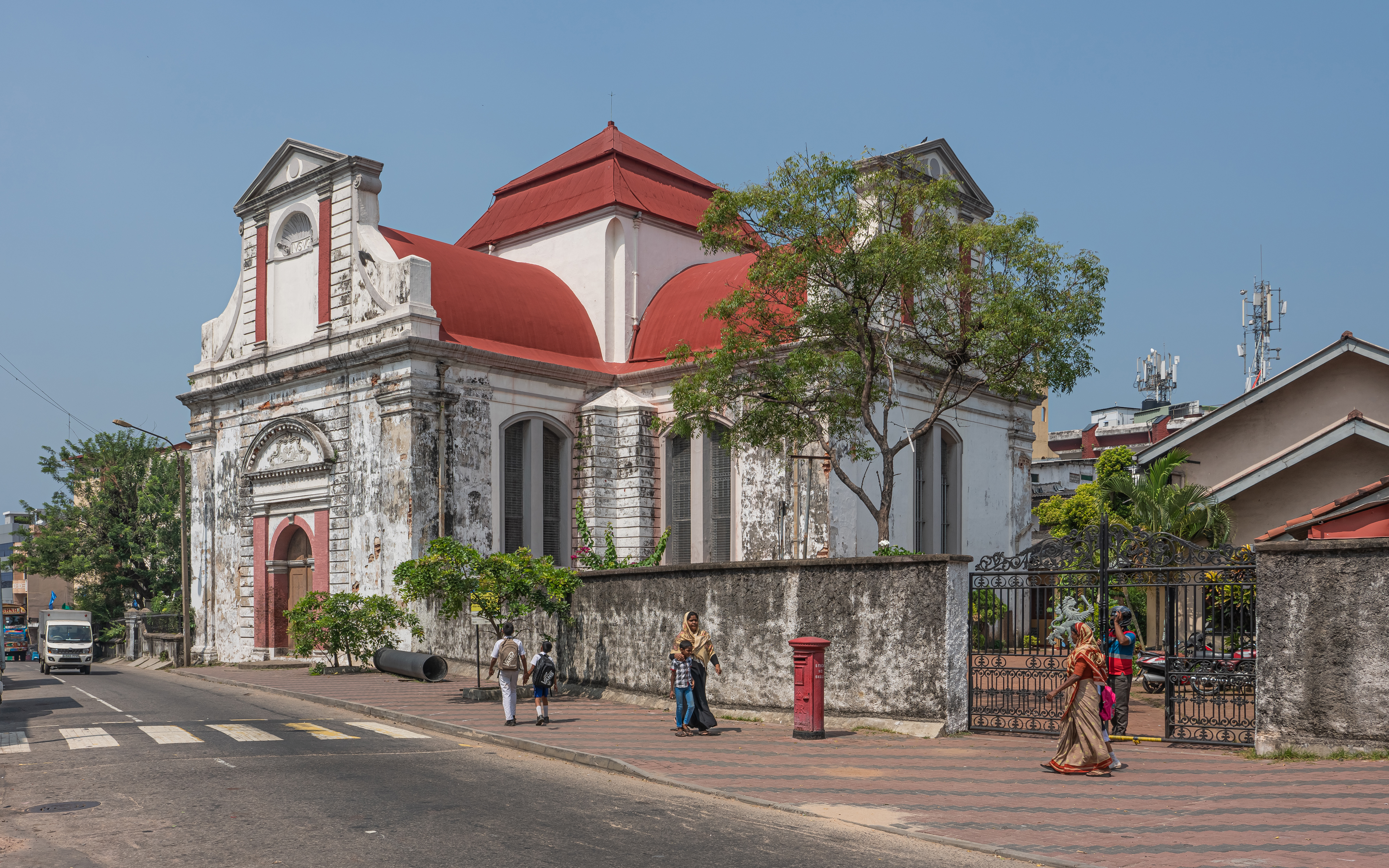
Wolvendaal Church.

## État actuel
L'église compte actuellement 31 paroisses et plus de 5 000 adhérents. Le siège de l'église est situé à Galle Road, à Colombo,.

## La doctrine et la pratique
L'Église réformée chrétienne au Sri Lanka adhère à la théologie réformée évangélique de ses fondateurs, exprimée dans les textes fondamentaux suivants:
- Les trois symboles anciens :
  - Symbole des Apôtres
  - Symbole d'Athanase
  - Symbole de Nicée
- Les trois formes d'unité :
  - Confessio Belgica
  - Canons de Dordrecht
  - Catéchisme de Heidelberg

## Relations extérieures et œcuménisme
L'Église réformée chrétienne au Sri Lanka a des relations privilégiées avec ses églises sœurs que sont l'Église Chrétienne Réformée en Amérique du Nord et, depuis 2008, les Églises réformées libres des Pays-Bas , dites reréformées libres (Gereformeerde Kerken vrijgemaakt).
L'Église réformée chrétienne au Sri Lanka participe à plusieurs organisations inter-ecclésiales ou œcuméniques : 
- le Conseil national chrétien du Sri Lanka
- l'Alliance nationale chrétienne évangélique au Sri Lanka[7]
- la Communion mondiale d'Églises Réformées - un nouvel organisme œcuménique réunissant les églises presbytériennes et réformées et représentent plus de 80 millions de chrétiens réformés dans le monde entier
- la Confraternité réformée mondiale[8] - organisme qui réunit les églises réformées conservatrices.